# Hochei pe gheață la Jocurile Olimpice de iarnă din 1976

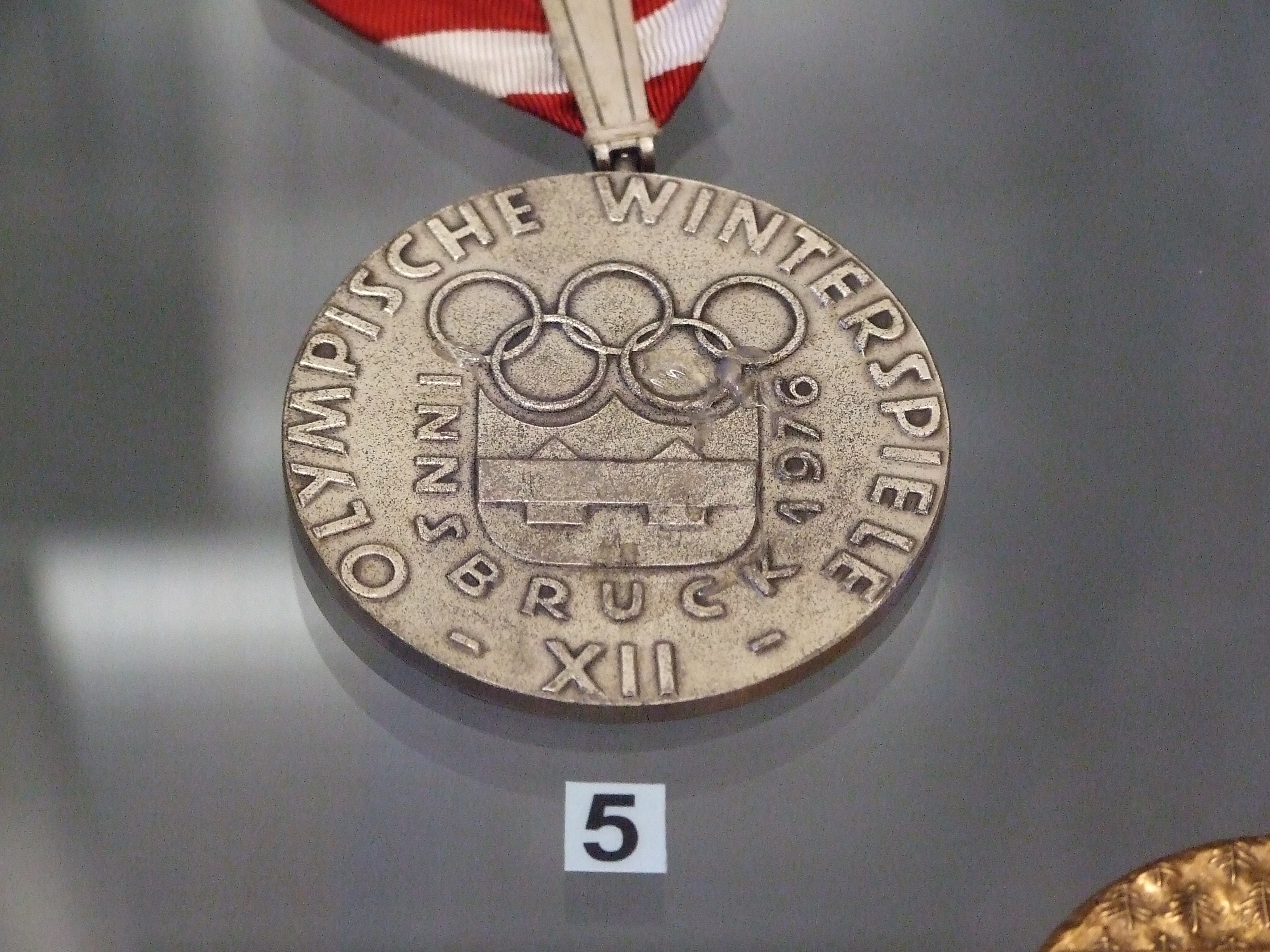
Medalia de argint

Competiția de hochei pe gheață la Jocurile Olimpice de iarnă din 1976 s-a desfășurat în perioada 3-14 februarie 1976 la Olympiahalle din Innsbruck, Austria.

## Sumar medalii

### Clasament pe țări
| Loc   | Țară                    | Aur | Argint | Bronz | Total |
| ----- | ----------------------- | --- | ------ | ----- | ----- |
| 1     | Uniunea Sovietică (URS) | 1   | 0      | 0     | 1     |
| 2     | Cehoslovacia (TCH)      | 0   | 1      | 0     | 1     |
| 3     | Germania de Vest (FRG)  | 0   | 0      | 1     | 1     |
| Total | Total                   | 1   | 1      | 1     | 3     |

### Medaliați
| Turneu   | Aur | Argint | Bronz |
| Masculin | Uniunea Sovietică (URS) · Vladislav Tretiak · Aleksandr Sidelnikov · Aleksandr Gusev · Vladimir Lutcenko · Serghei Babinov · Iuri Leapkin · Ghennadi Țîgankov · Serghei Kapustin · Aleksandr Malțev · Boris Aleksandrov · Boris Mihailov · Aleksandr Iakușev · Vladimir Petrov · Valeri Harlamov · Vladimir Șadrin · Valeri Vasiliev · Viktor Șalimov · Viktor Jluktov | Cehoslovacia (TCH) · Jiří Holík · Oldřich Machač · František Pospíšil · Jiří Holeček · Bohuslav Šťastný · Ivan Hlinka · Vladimír Martinec · Eduard Novák · Josef Augusta · Jiří Bubla · Milan Chalupa · Jiří Crha · Miroslav Dvořák · Bohuslav Ebermann · Milan Kajkl · Jiří Novák · Milan Nový · Jaroslav Pouzar · Pavol Svitana | Germania de Vest (FRG) · Lorenz Funk · Ernst Köpf · Alois Schloder · Rudolf Thanner · Josef Völk · Anton Kehle · Erich Kühnhackl · Rainer Philipp · Klaus Auhuber · Ignaz Berndaner · Wolfgang Boos · Martin Hinterstocker · Udo Kiessling · Walter Köberle · Stefan Metz · Franz Reindl · Ferenc Vozar · Erich Weishaupt |

## Turneul

### Runda de calificare
- Polonia -  România 7–4
- Cehoslovacia -  Bulgaria 14–1
- Germania -  Elveția 5–1
- URSS -  Austria 16–3
- Finlanda -  Japonia 11–2
- SUA -  Iugoslavia 8–4

### Grupa A
- Cehoslovacia -  Finlanda 2–1
- Germania -  Polonia 7–4
- URSS -  SUA 6–2
- Finlanda -  Germania 5–3
- URSS -  Polonia 16–1
- Cehoslovacia -  SUA 5–0
- URSS -  Germania 7–3
- Polonia -  Cehoslovacia 1–0*
- SUA -  Finlanda 5–4
- Cehoslovacia -  Germania 7–4
- SUA -  Polonia 7–2
- URSS -  Finlanda 7–2
- URSS -  Cehoslovacia 4–3
- Finlanda -  Polonia 7–1
- Germania -  SUA 4–1

* Cehoslovacia a câștigat cu 7–1, dar un jucător a fost prins dopat.
| Loc | Echipa       | M | V | Î | E | GM | GP | Pct |
| --- | ------------ | - | - | - | - | -- | -- | --- |
| 1   | URSS         | 5 | 5 | 0 | 0 | 40 | 11 | 10  |
| 2   | Cehoslovacia | 5 | 3 | 2 | 0 | 17 | 10 | 6   |
| 3   | Germania     | 5 | 2 | 3 | 0 | 21 | 24 | 4   |
| 4   | Finlanda     | 5 | 2 | 3 | 0 | 19 | 18 | 4   |
| 5   | SUA          | 5 | 2 | 3 | 0 | 15 | 21 | 4   |
| 6   | Polonia      | 5 | 1 | 4 | 0 | 9  | 37 | 0   |

### Grupa B
- Iugoslavia -  Elveția 6–4
- România -  Japonia 3–1
- Austria -  Bulgaria 6–2
- Iugoslavia -  România 4–3
- Elveția -  Bulgaria 8–3
- Austria -  Japonia 3–2
- Iugoslavia -  Bulgaria 8–5
- România -  Austria 4–3
- Japonia -  Elveția 6–4
- România -  Bulgaria 9–4
- Austria -  Elveția 3–5
- Japonia -  Iugoslavia 4–3
- România -  Elveția 4–3
- Japonia -  Bulgaria 7–5
- Austria -  Iugoslavia 3–1

| Loc | Echipa     | M | V | Î | E | GM | GP | Pct |
| --- | ---------- | - | - | - | - | -- | -- | --- |
| 7   | România    | 5 | 4 | 1 | 0 | 23 | 15 | 8   |
| 8   | Austria    | 5 | 3 | 2 | 0 | 18 | 14 | 6   |
| 9   | Japonia    | 5 | 3 | 2 | 0 | 20 | 18 | 6   |
| 10  | Iugoslavia | 5 | 3 | 2 | 0 | 22 | 19 | 6   |
| 11  | Elveția    | 5 | 2 | 3 | 0 | 24 | 22 | 4   |
| 12  | Bulgaria   | 5 | 0 | 5 | 0 | 19 | 38 | 0   |

### Clasament general
1. URSS
2. Cehoslovacia
3. Germania
4. Finlanda
5. SUA
6. Polonia
7. România
8. Austria
9. Japonia
10. Iugoslavia
11. Elveția
12. Bulgaria